# Андреевское (городской округ Истра)
Андреевское — деревня в Ермолинском сельском поселении Истринского района Московской области. Население — 160 чел. (2010), в деревне 5 улиц, зарегистрировано 2 садовых товарищества. С Истрой связан автобусным сообщением (автобус № 28).
Находится примерно в 2 км на север от Истры, высота над уровнем моря 186 м. Ближайшие населённые пункты: Рычково в 2 км на юго-восток, Ермолино в 2 км на восток, Сокольники в 2,1 км на северо-восток и Максимовка в 2,3 км на север.
Южнее деревни, на левом берегу реки Истры, расположен памятник археологии федерального значения — городище «Андреевское», конец I тысячелетия до нашей эры — VII век нашей эры.

## Население
| 2002 | 2006 | 2010 |
| ---- | ---- | ---- |
| 118  | ↘93  | ↗160 |